# Mascarin Peak

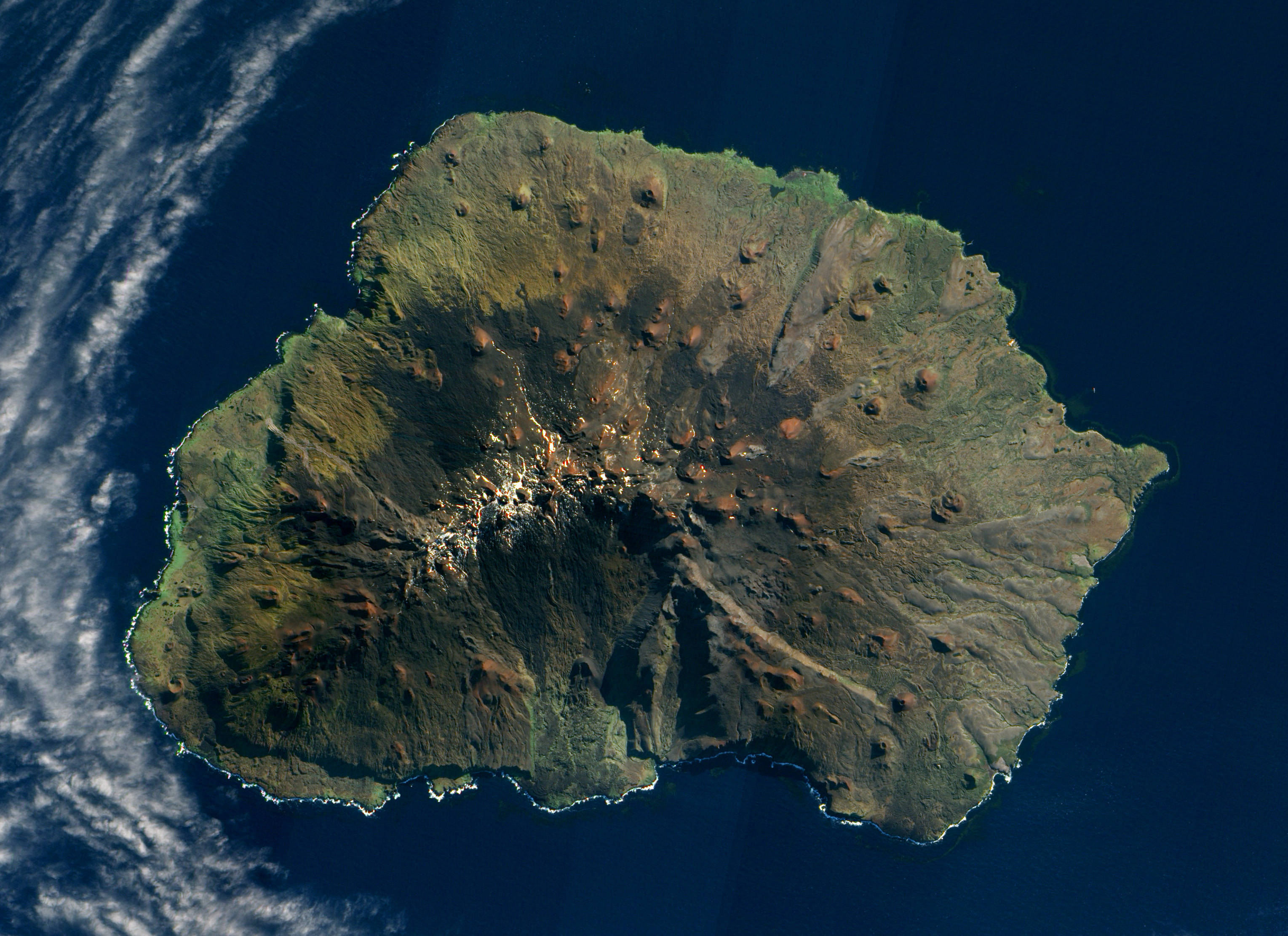
Satellitenbild der Insel

Mascarin Peak, bis 2003 State President Swart Peak, ist ein Schildvulkan und der höchste Berg der nur von Stationspersonal bewohnten Marion-Insel im südlichen Indischen Ozean. Mit einer Höhe von 1230 m  (nach anderen Angaben 1243 m) ist er der höchste Gipfel der Prinz-Edward-Inseln und außerdem Südafrikas einziger aktiver Vulkan.
Er befindet sich im zentralen Westteil der Insel, etwa fünf Kilometer von der Küste entfernt. Nur etwa drei Kilometer östlich, nahe der Inselmitte, liegt der 1185 m hohe Resolution Peak, der zweithöchste Berg der Insel. Aufgrund der Abgeschiedenheit der Inseln gehört Mascarin Peak mit einer Dominanz von 1805 km zu den vierzig dominantesten Bergen der Erde und ist der drittdominanteste Gipfel im Indischen Ozean sowie der dominanteste Berg Südafrikas. Der nächstgelegene höhere Gipfel ist der Cockscomb im Gebirge Groot Winterhoekberge in der südafrikanischen Provinz Ostkap.
Geologisch liegt die Marion-Insel am südwestlichen Ende eines Unterwasserplateau südlich des Südwestindischen Rückens. Der etwa 24 km breite Vulkan besteht hauptsächlich aus Basalt und Trachybasalt; sein niedriges Profil wird von zwei jungen Schilden gebildet, sie sich über die flache unterseeische Ebene erheben. Die ersten Eruptionen fanden bereits vor 450.000 Jahren statt, der Vulkan selbst entstand jedoch erst im Holozän in sechs verschiedenen Etappen. In der ersten Etappe vor etwa 20.000 Jahren entstand im Ozean die Vulkankuppel, in allen folgenden wurde diese immer größer und höher. In der gleichen Weise entstand der erloschene Schildvulkan der Prinz-Edward-Insel mit dem 672 m hohen Van Zinderen Bakker Peak 35 km nordöstlich. Der Großteil der Insel ist von ʻAʻā- und Pāhoehoe-Lavaflüssen aus dem Holozän bedeckt. Mehr als 130 der insgesamt etwa 150 Schlackenkegel entstanden ebenfalls im Holozän; daneben gibt es kleinere Schlackenkegel und an der Küste Tuffkegel. Viele der Schlackenkegel sind jünger als die etwa 4000 Jahre alte Torfschicht über einigen Lavaflüssen; manche unbewachsene Lavaflüsse scheinen nur einige hundert Jahre alt zu sein.
Die letzte bekannte Eruption ereignete sich im Juni 2004 und wurde von einem Mitglied des South African National Antarctic Programme auf der Insel beobachtet. Die einzige bekannte vorherige Eruption hatte es im September 1980 gegeben, bei der explosive Aktivität und Lavaflüsse aus einer fünf Kilometer langen Erdspalte vom Gipfel bis zur Westküste austraten. Sie wurde jedoch erst zwei Monate später aufgrund von neuen Lavaflüssen, Schlackenkegeln und pyroklastischen Sedimenten im Westen der Insel bemerkt. Kleinere Ausbrüche werden wegen der Abgeschiedenheit vermutlich oft nicht festgestellt.
Ursprünglich hieß der Berg State President Swart Peak, nach dem letzten Generalgouverneur und ersten Präsidenten Südafrikas Charles Robberts Swart. 2003 wurde er nach der Fregatte des französischen Entdeckers Marc-Joseph Marion du Fresne Le Mascarin in Mascarin Peak umbenannt. Die Inseln werden vom South African National Antarctic Programme verwaltet und gehören zur Provinz Westkap.